# Karamanlidi
I karamanlidi (in greco Καραμανλήδες?; in turco Karamanlılar) sono i membri di una comunità, di lingua turca e fede cristiano-ortodossa, originaria delle regioni di Karaman e della Cappadocia, in Anatolia.
A seguito dello scambio di popolazioni tra Grecia e Turchia del 1923-1924, i karamanlidi hanno abbandonato la loro terra di origine e ora i loro discendenti vivono in Grecia (esistono comunità anche nell'Europa occidentale e in Nordamerica).

## Origine
Le origini di questa comunità rimangono incerte. È infatti difficile stabilire se si tratti di greci che abbandonarono la loro lingua in favore del turco o di turchi che si convertirono al cristianesimo.
Quel che è certo è che i karamanlidi, di fede ortodossa, parlavano un dialetto turco arricchito da pochi prestiti dal greco e scrivevano usando l'alfabeto greco.
Una prima ipotesi, forse la più plausibile, sostiene che i karamanlidi discendano da genti dell'Anatolia che in epoca antica adottarono la lingua greca e, successivamente, la fede cristiana.
A seguito dell'invasione dell'Anatolia ad opera dei turchi, i karamanlidi adottarono lingua e costumi dei nuovi padroni ma mantennero la loro religione. Tutto ciò concorderebbe con l'atteggiamento, per lo più tollerante, dei turchi verso cristiani ed ebrei (anche se la conversione all'Islam, ai tempi dell'impero ottomano, rappresentava il mezzo per ottenere la promozione sociale). Tagliati fuori dai contatti con le altre popolazioni greche dalle invasioni turche, i karamanlidi avrebbero così finito col dimenticare le proprie origini greche.
A supporto di tale ipotesi vi sono due diversi elementi. In primo luogo, bisogna considerare che i karamanlidi, pur parlando un dialetto turco, scrivevano usando l'alfabeto greco (il che porta a considerarli dei greci che abbandonarono la loro lingua). In secondo luogo, va considerato che, secondo la legge ottomana ispirata al Corano, le conversioni dall'Islam al cristianesimo erano proibite e punite con la morte.
Un'altra teoria sostiene invece che i karamanlidi discendano da tribù turche che fuggirono dalle invasioni mongole in Asia centrale trasferendosi in Anatolia nel XIII secolo. Entrate nei territori dell'impero bizantino, esse si sarebbero convertite al cristianesimo, pur mantenendo la loro lingua.

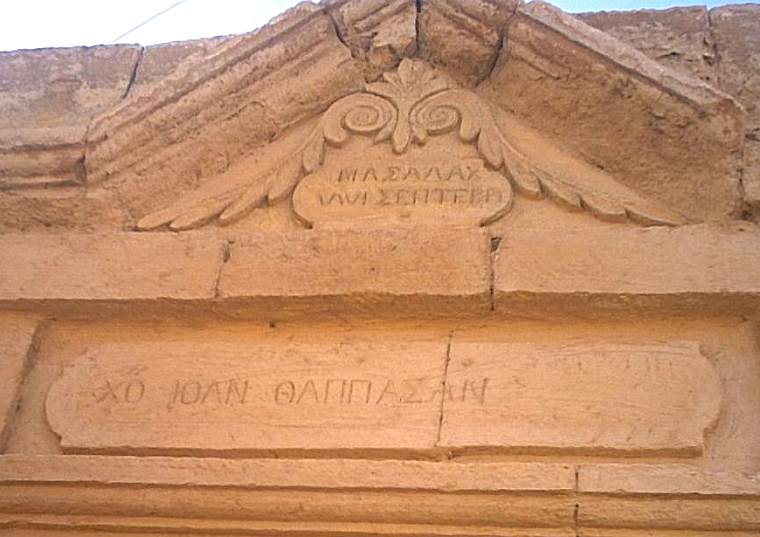
Un'iscrizione karamanlide sulla facciata di un'abitazione a İncesu, in Turchia. Da notare l'uso dell'alfabeto greco e le parole iniziali, Mashallah.

## Il trasferimento in Grecia
In base al Trattato di Losanna che stabilì i termini dello scambio di popolazioni, circa 1,5 milioni di cristiani abbandonarono le terre dell'attuale Turchia alla volta della Grecia, mentre circa mezzo milione di musulmani lasciò la Grecia per la Turchia. Tali trasferimenti, come stabilito dal trattato, avvennero in base al credo religioso e non alla lingua.
Fu così che anche i karamanlidi furono interessati dal trasferimento, in quanto professanti la religione cristiana. Difficile stabilire quanti essi fossero. Si ha però notizia di quasi 100000 individui di fede cristiano-ortodossa che abbandonarono l'Anatolia centrale.
Giunti in Grecia, essi furono sottoposti ad un graduale processo di ellenizzazione.